# 斯特賴埃蒂德冰原島峰
67°21′S 56°13′E / 67.350°S 56.217°E
斯特賴埃蒂德冰原島峰是南極洲的冰原島峰，位於恩德比地的羅伯特冰川東面，處於雷納峰東北面11公里，根據澳大利亞探險隊的測量和空中照片繪入地圖。